# Тчевский повет
Тчевский повет (пол. Powiat tczewski) — повет (район) в Польше, входит как административная единица в Поморское воеводство. Центр повета — город Тчев. Занимает площадь 697,54 км². Население — 115 984 человека (на 30 июня 2015 года).

## Административное деление
- города: Тчев, Гнев, Пельплин
- городские гмины: Тчев
- городско-сельские гмины: Гмина Гнев, Гмина Пельплин
- сельские гмины: Гмина Можещын, Гмина Субковы, Гмина Тчев

## Демография
Население повета дано на 30 июня 2015 года.
| Перепись            | Всего   | Мужчины | Женщины |
| ------------------- | ------- | ------- | ------- |
|                     | чел.    | чел.    | чел.    |
| Всего               | 115 984 | 57 134  | 58 850  |
| Городское население | 75 594  | 36 605  | 38 989  |
| Сельское население  | 40 390  | 20 529  | 19 861  |